# عامر بن ربيعة
عامر بن ربيعة (المتوفي سنة 36 هـ): صحابي، كان حليفًا للخطاب بن نفيل العدوي الذي تبناه. أسلم قديمًا، وهاجر وامرأته ليلى بنت أبي حثمة إلى الحبشة، ثم إلى يثرب، وشهد مع النبي محمد غزواته كلها، وتوفي بعد وفاة عثمان بن عفان بأيام.

## النسب
أختلف في اسمه فقيل عامر بن ربيعة بن كعب، وقيل عامر بن ربيعة بن مالك. وفي نسبه أيضا خلاف، فقيل أنه من عنس من مذحج، وفي ذلك قال ابن عبد ربه: «ومن أشراف عنس: عامر بن ربيعة، شهد بدرا مع النبي، وهو حليف لقريش»،وقيل من عنز بن وائل، وفي ذلك قال أبو عبيدة:«عامر بن ربيعة العدوي حليف عمر بن الخطاب كان بدرياً، وهو من ولد عنز بن وائل أخي بكر بن وائل، وعدد العنزيين في الأرض قليل».
وقد سرد نسبه على خمسة أقوال، هي كالآتي:
- عامر بن ربيعة بن كعب بن عميرة بن مالك بن كنانة بن خزيمة بن الحارث بن معاوية بن عنس بن زيد بن علة بن مذحج.[4]
- عامر بن ربيعة بن كعب بن عميرة بن مالك بن كنانة بن خزيمة بن الحارث بن معاوية بن عيسى بن زيد بن علة بن مذحج.[5]
- عامر بن ربيعة من بني سعد الأكبر بن عنس بن زيد بن علة بن مذحج.[6]
- عامر بن ربيعة بن مالك بن عامر بن ربيعة بن حجير بن سلامان بن مالك بن ربيعة بن رفيدة بن عنز بن وائل بن قاسط بن هنب بن أفصى بن دعمي بن جديلة بن أسد بن ربيعة.[7]
- عامر بن ربيعة بن كعب بن مالك بن ربيعة بن عامر بن سعد بن عبد الله بن الحارث بن رفيدة بن عنز بن وائل.[8]

ومع الخلاف الواسع في نسب عامر بن ربيعة إلا أن النسابة والمؤرخين أجمعوا على أنه حليف بني عدي من قريش، وفي ذلك قال ابن عبد البر: «ولم يختلفوا أنه حليف للخطاب بن نفيل، لأنه تبناه».

## سيرته
حالف عامر بن ربيعة في الجاهلية الخطاب بن نفيل، الذي تبناه بعد ذلك فصار يُدعى «عامر بن الخطاب»، وقد اخُتلف في نسب عامر بن ربيعة، فنسبه البعض إلى مذحج.
أسلم عامر بن ربيعة قديمًا، قبل دخول النبي محمد دار الأرقم للدعوة فيها إلى الإسلام، ثم هاجر إلى الحبشة الهجرتين. عاد عامر إلى مكة، وهاجر مجددًا إلى يثرب مع زوجته ليلى بنت أبي حثمة، وكانا من السابقين إلى الهجرة إلى يثرب لم يسبقهما إلا أبو سلمة بن عبد الأسد. ولما أُبطل التبني، بنزول آية: ﴿ادْعُوهُمْ لِآبَائِهِمْ هُوَ أَقْسَطُ عِنْدَ اللَّهِ فَإِنْ لَمْ تَعْلَمُوا آبَاءَهُمْ فَإِخْوَانُكُمْ فِي الدِّينِ وَمَوَالِيكُمْ وَلَيْسَ عَلَيْكُمْ جُنَاحٌ فِيمَا أَخْطَأْتُمْ بِهِ وَلَكِنْ مَا تَعَمَّدَتْ قُلُوبُكُمْ وَكَانَ اللَّهُ غَفُورًا رَحِيمًا ۝٥﴾ [الأحزاب:5]، عاد عامر إلى نسبه، فصار يدعى عامر بن ربيعة.
لما هاجر عامر إلى يثرب، آخى النبي محمد بينه وبين يزيد بن المنذر، كما شهد مع النبي محمد المشاهد كلها. وبعد وفاة النبي محمد، أقام عامر بن ربيعة في المدينة المنورة، ولما سار الخليفة الثاني عمر بن الخطاب إلى الجابية، كان عامر هو حامل لوائه. كما استخلفه الخليفة الثالث على المدينة المنورة لما خرج إلى الحج.
توفي عامر بن ربيعة في المحرم سنة 36 هـ بعد وفاة الخليفة عثمان بن عفان بأيام، وقيل بل توفي في آخر سنة 35 هـ قبل وفاة عثمان بأيام.

## روايته للحديث النبوي
- روى عن: النبي محمد وأبي بكر الصديق وعمر بن الخطاب[10][12]
- روى عنه: ولده عبد الله بن عامر بن ربيعة وعبد الله بن عمر وعبد الله بن الزبير وأبو أمامة بن سهل بن حنيف[10] وعيسى الحكمي.[15]
- الجرح والتعديل: لعامر بن ربيعة أحاديث رواها له الجماعة في كتبهم.[15]